# 4161 Amasis
4161 Amasis este un asteroid din centura principală, descoperit pe 24 septembrie 1960 de Cornelis van Houten și Tom Gehrels.